# زینر (دهانه)
زینر یک دهانه برخوردی در ماه است.